# 277 (عدد)
277 هو عدد صحيح  طبيعي بين 276 و278

## في الرياضيات

### خصائص
- 277 عدد أولي
- 277 عدد فردي
- 277 عدد ناقص